# 2135 Aristaeus
A 2135 Aristaeus (ideiglenes jelöléssel 1977 HA) egy földközeli kisbolygó. Schelte J. Bus és Eleanor F. Helin fedezte fel 1977. április 17-én.